# Johnny Hansen (football, 1943)
Pour les articles homonymes, voir Johnny Hansen.
Johnny Hansen, né le 14 novembre 1943 à Vejle, est un footballeur danois qui évoluait au poste d'arrière droit.

## Biographie
Il a joué 45 matches pour l'équipe du Danemark entre 1965 et 1978 (3 buts).
Élu meilleur joueur danois de l'année en 1967, Hansen a passé l'essentiel de sa carrière en Bundesliga, deux ans au FC Nuremberg et surtout six ans au Bayern Munich où il remporta de nombreux titres dont 3 coupes des champions et une coupe intercontinentale. Il était l'un des éléments essentiel de la défense du Bayern Munich des années 1970 qui remporta une belle série de ligues des champions. 

## Palmarès
- Coupe intercontinentale : 1976
- Coupe des clubs champions : 1974, 1975, 1976
- Bundesliga : 1972, 1973, 1974
- Coupe d'Allemagne : 1974
- Championnat du Danemark : 1978
- Coupe du danemark : 1977